# Tri-State Tornado
| Tri-State Tornado Outbreak |                                          |
| Datum                      | 18. März 1925                            |
| Dauer                      | ~5 Stunden                               |
| Gesamtschaden              | 160 Mio. USD (1925); 2,9 Mrd. USD (2024) |
| Gesamtopfer                | 695 Tote, 2027 Verletzte                 |

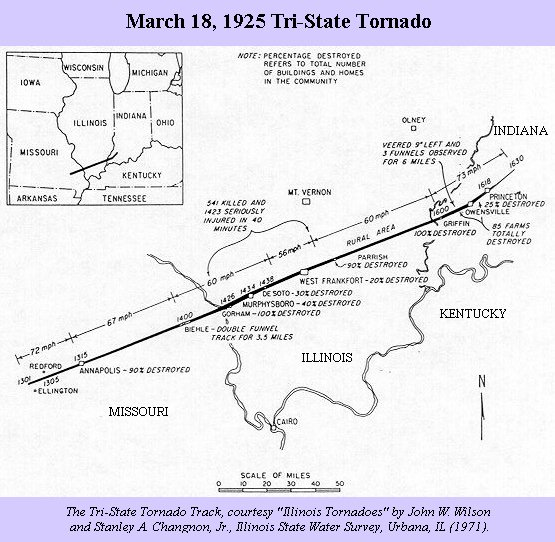
Weg des Tri-State-Tornados

Der Tri-State Tornado war der verheerendste Tornado in der Geschichte der Vereinigten Staaten. Am Mittwoch, dem 18. März 1925, durchquerte er das südöstliche Missouri, das südliche Illinois sowie das südwestliche Indiana.
Mit 695 bestätigten Todesopfern tötete der Tornado über doppelt so viele wie der zweittödlichste, der Great Natchez Tornado von 1840. Die ununterbrochene 219-Meilen-Spur (≈352 km), die der Tornado zurückließ, war die längste in der Geschichte. Der Tornado erhielt eine Bewertung von F5, die höchste Bewertung der Fujita-Skala, die bisher erreicht wurde.
Der Tornado war Teil einer größeren Tornadoserie mit mehreren anderen zerstörerischen Tornados in Tennessee, Kentucky und Indiana. Insgesamt wurden während dieser ungewöhnlich frühen Frühlingsserie mindestens 747 Personen getötet und 2298 verletzt.
Der Wirbel wurde zuerst um 13:01 Uhr nordwestlich von Ellington, Missouri, gesichtet. Er beschleunigte nach Nordosten und verursachte Schäden in Annapolis und der Minenstadt Leadanna. Im Bollinger County wurden 32 Kinder verletzt, als zwei Schulen beschädigt wurden. Insgesamt starben in Missouri mindestens 11 Personen.
Der Tornado kreuzte den Mississippi River ins südliche Illinois, traf dort um 14:30 Uhr die Stadt Gorham und hinterließ 34 Todesopfer. Mit einer mittleren Geschwindigkeit von 62 Meilen pro Stunde (und mit bis zu 73 mph) wütete der Tornado in einer ganzen Reihe von Ortschaften. Innerhalb von 40 Minuten verloren 541 Menschen ihr Leben, 1423 wurden schwer verletzt. Das Dorf Parrish wurde komplett zerstört, 22 Bewohner dabei getötet. In Murphysboro verloren 234 Personen ihr Leben, das ist die höchste Zahl in einer einzelnen Stadt in der US-Geschichte. Der Tornado fuhr fort, ländliche Gebiete über Hamilton und White County zu verwüsten, und forderte weitere 65 Todesopfer. In Illinois wurden mindestens 613 Menschen getötet, die meisten in einem einzelnen US-Bundesstaat in der Geschichte.
Nach der Überquerung des Flusses Wabash erreichte der Tornado den Staat Indiana und verwüstete dort mehrheitlich ländliche Gebiete, bevor er sich schließlich um ungefähr 16:30 Uhr südwestlich von Petersburg auflöste. In Indiana waren mindestens 71 Personen umgekommen.

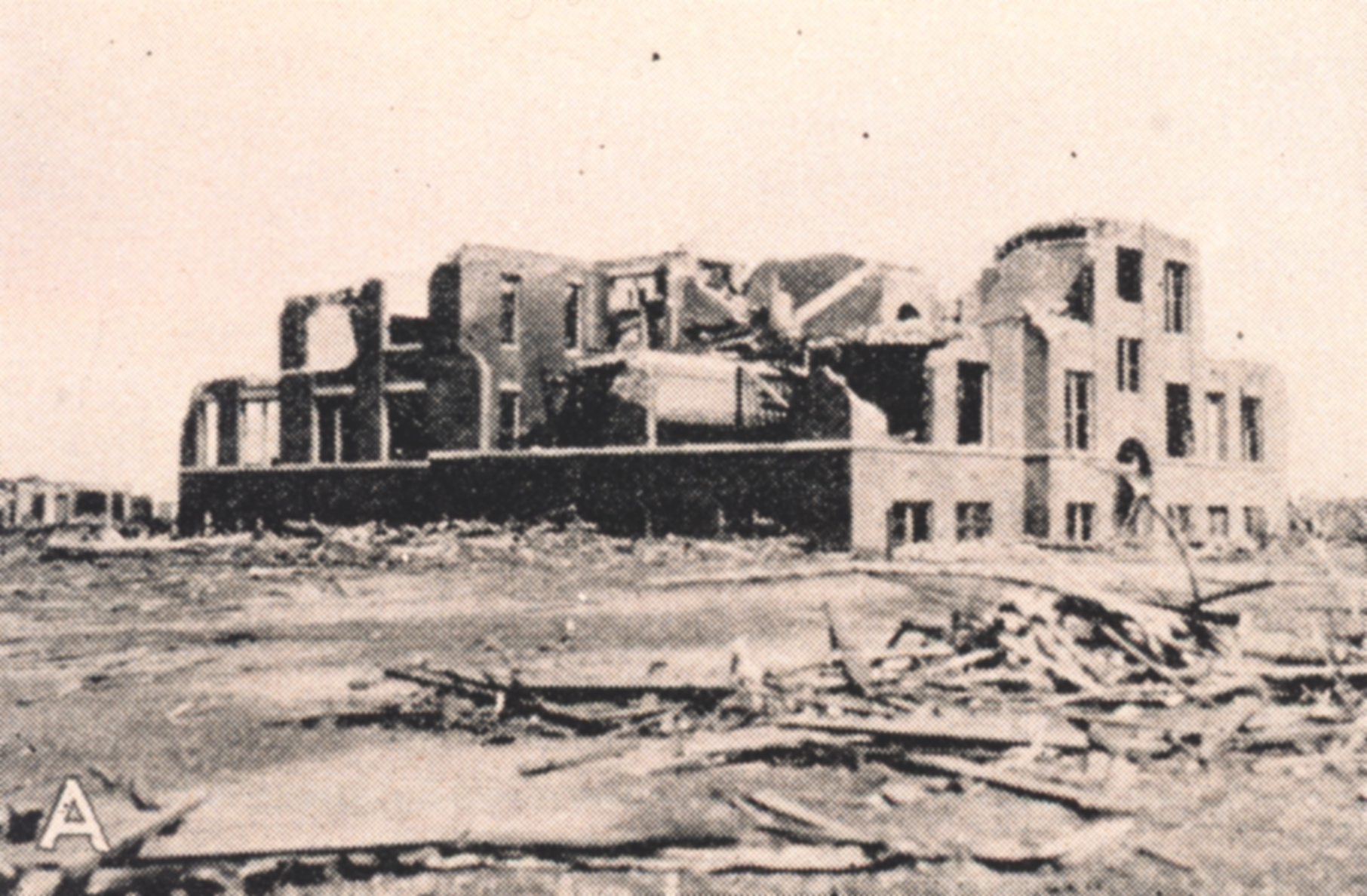
Ruine der Longfellow School in Murphysboro, in der 17 Kinder starben.
Der Tornado traf die Schule um etwa 14:30 Uhr

Insgesamt wurden mindestens 695 Menschen getötet und 2027 verletzt, hauptsächlich im südlichen Illinois. Drei Staaten, 13 Countys und mehr als 20 Gemeinden lagen im Pfad des Rekordtornados. Vier Gemeinden wurden vollständig zerstört, einige wurden nie mehr aufgebaut. Der Gesamtschaden wurde auf 160 Millionen Dollar geschätzt; angepasst an Inflation und Wohlstand ergibt das eine Summe von ungefähr 2.474 Millionen US-Dollar (2025), die dritthöchste Summe in der Geschichte. Über 15.000 Häuser wurden durch den Tri-State Tornado beschädigt. Neun Schulen wurden in den 3 Staaten zerstört und dabei 69 Schüler getötet, beides ebenfalls Rekordwerte in der US-Geschichte.